# استیو فن برگن
استیو فن برگن (انگلیسی: Steve von Bergen؛ زاده ۱۰ ژوئن ۱۹۸۳) یک بازیکن فوتبال اهل سوئیس است.
وی همچنین در تیم ملی فوتبال سوئیس بازی کرده‌است.